# Ріккі Гаттон
Річард Джон «Ріккі» Гаттон (англ. Richard John "Ricky" Hatton; нар. 6 жовтня 1978, Стокпорт, Великий Манчестер, Англія) — британський боксер-професіонал, що виступав в першій напівсередній ваговій категорії. Найкращий боксер 2005 року за версією журналу «Ринг». Колишній чемпіон світу за версіями IBF (2005—2006, 2007), WBA (Super) (2005—2006), IBO (2007—2009), The Ring, 2005—2009) в першій напівсередній вазі та за версією WBA (2006) в напівсередній вазі.

## Професійна кар'єра

### Гаттон проти Мейвезера
Гаттон погодився на бій з непереможним американським чемпіоном Флойдом Мейвезером 27 липня 2007 року. Цей бій обіцяв бути найбільшою подією у напівсередній вазі з 1999 року, коли зустрілися Оскар Де Ла Хойя та Фелікс Трінідад. 17 серпня було оголошено, що він відбудеться на арені MGM Grand у Лас-Вегасі.
В першому раунді Гаттон впіймав суперника лівим джебом, що дещо збило Мейвезера з рівноваги. Ріккі весь час ішов вперед, що спричиняло американцю певний дискомфорт. Однак у третьому раунді чемпіон провів вдалий правий удар, який розсік брову Гаттона над правим оком. У шостому раунді суддя Джо Кортез зняв з британця одне очко за удар по потилиці. Мейвезер став відчувати втому суперника і все частіше ловив його на контратаках. У десятому раунді Гаттон пропустив лівий хук, що відправив його у нокдаун, після якого він встав на рахунок 8. Мейвезер кинувся добивати суперника, але британець почав клінчувати. Після цього він пропустив ще два потужних хука в щелепу, що відкинули його на канати. Флойд кинувся його добивати, але рефері йому не дав це зробити, зупинивши бій. Одночасно з цим команда Гаттона викинула білий рушник на ринг. Британець зазнав своєї першої поразки у кар'єрі.
Після поєдинку Мейвезер сказав:
«Ріккі Гаттон жорсткий боєць. Він залишився чемпіоном в моїх очах і я б хотів побачити його бої знову. Ріккі Гаттон, ймовірно, один з найскладніших суперників з яким я зустрічався. Я бив його з дещо більшою силою, але він продовжував іти, і я можу зрозуміти чому вони називають його „Hitman“.»— Флойд Мейвезер

### Гаттон проти Пак'яо
2 травня 2009 року зустрівся в бою з філіппінцем Менні Пак'яо. Гаттон вже в першому раунді двічі опинявся в нокдаунах, а у другому за десять секунд до кінця трихвилинки Пак'яо провів лівий бічний точно в щелепу Гаттону, який звалився в глибокий нокаут. Цей нокаут був визнаний нокаутом 2009 року за версією журналу «Ринг».